# Lamashān
Lamashān (persiska: لمشان) är en ort i Iran.   Den ligger i provinsen Östazarbaijan, i den nordvästra delen av landet, 400 km väster om huvudstaden Teheran. Lamashān ligger 1 522 meter över havet och antalet invånare är 515.
Terrängen runt Lamashān är kuperad åt sydost, men åt nordväst är den platt. Lamashān ligger nere i en dal. Runt Lamashān är det ganska glesbefolkat, med 22 invånare per kvadratkilometer. Närmaste större samhälle är Hashtrūd, 9,1 km norr om Lamashān. Trakten runt Lamashān består i huvudsak av gräsmarker.